# Torn copiador
El torn copiador és un tipus de torn que es fa servir, tal com diu el seu nom, per copiar peces, normalment de geometria complexa.
Aquest tipus de torns es fan servir sobretot per peces amb diferents esgraons de diàmetre, que han sigut prèviament forjades o foses i que tenen poc material excedent. Aquest torns també es fan servir per treballar fusta i marbre artístic.
El sistema de copiat és molt senzill, es basa en el fet que el torn fa servir una «plantilla» (peça de mostra) que un palpador va resseguint per tal de copiar de la peça. El moviment del palpador es pot transmetre per un mecanisme hidràulic o magnètic al carretó que té un moviment independent de l'utillatge transversal. Normalment el sistema copiador no està unit al torn, sinó que és un afegit, que es pot decidir si ficar-lo o no. Actualment, al mercat existeixen molts copiadors, que es poden adaptar a gairebé tots els torns.
Finalment, cal remarcar que el temps de preparació d'un torn copiador és molt petit, i per això és una màquina molt indicada per fer petits lots de peces.